# Лісове кладовище
Лісове́ кладови́ще — найбільший некрополь лівобережної частини Києва. Відкритий 1970 року.

## Про кладовище
Територія кладовища оточена мальовничим лісом, міститься між Лісовим житловим масивом та Алмазним озером (затоплений кар'єр на місці болота Куричеве, що в свою чергу виникло на місці стариці Десни). Монументальний головний вхід — від Крайньої вулиці.
Займає площу 119,81 га. Має Центральну та Меморіальну алеї, ділянки для почесного поховання заслужених громадян, великий ритуальний зал і ритуальний майданчик. З 1 листопада 1989 року закрите для масових поховань, дозволено підпоховання в родинну могилу. 2019 року на території центральній алеї між ділянками 79, 68 та 78, 77 розпочато роботи зі спорудження колумбарної стіни, вартість будівельних робіт складає 11,160 млн гривень.
На території кладовища знаходяться церкви Воскресіння Христового та Всіх святих.

## Світлини

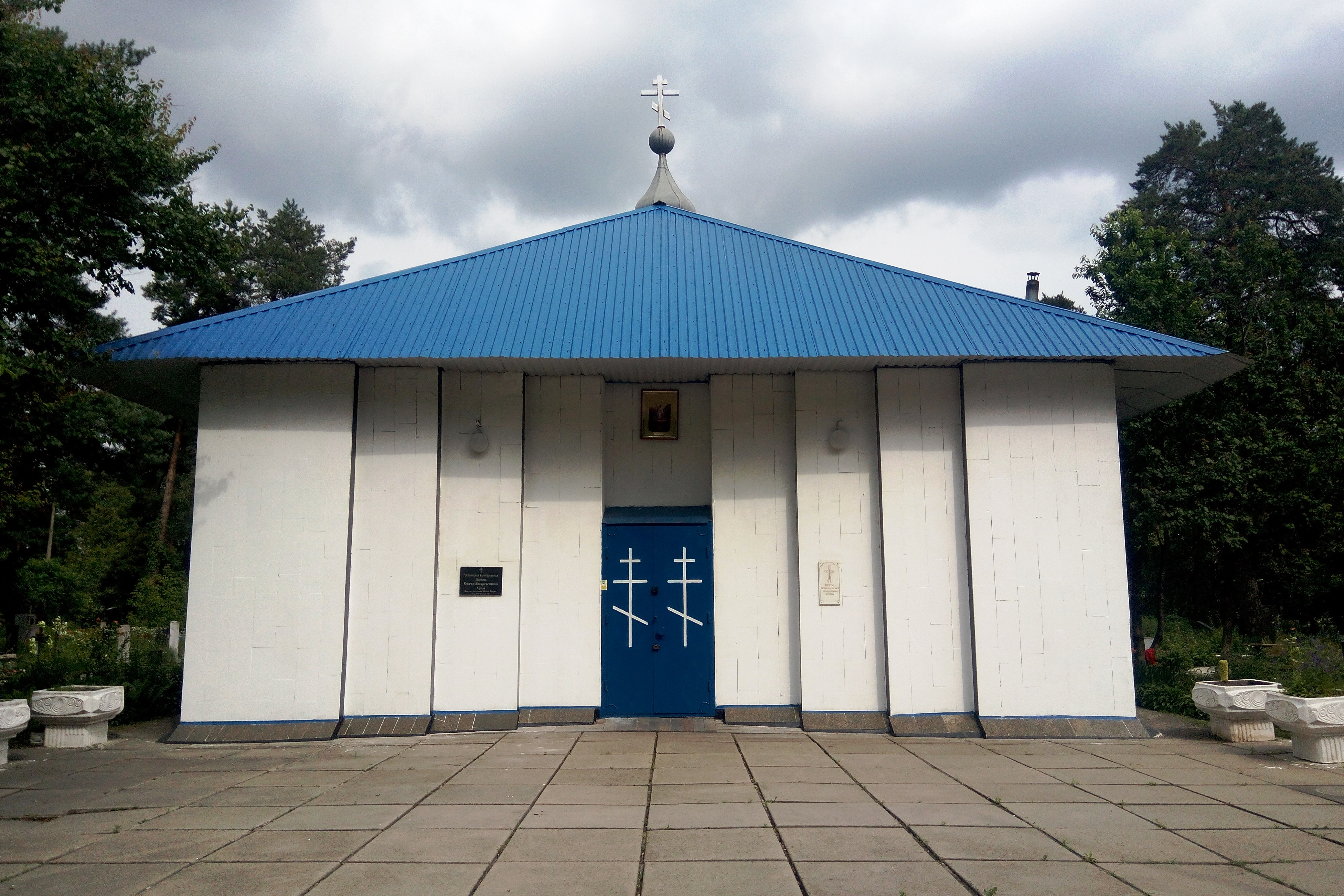
Церква Воскресіння Христова
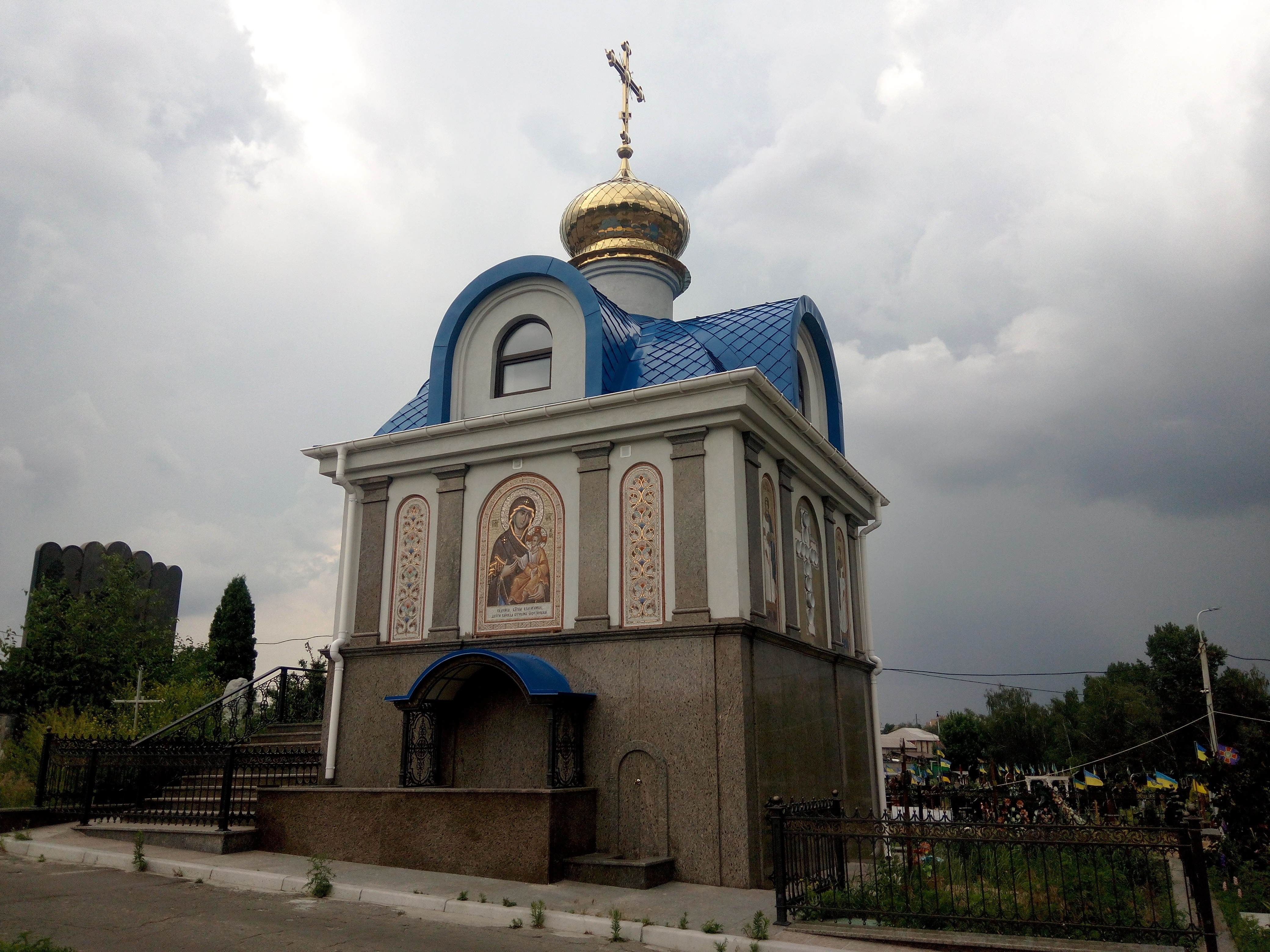
Каплиця на головній алеї
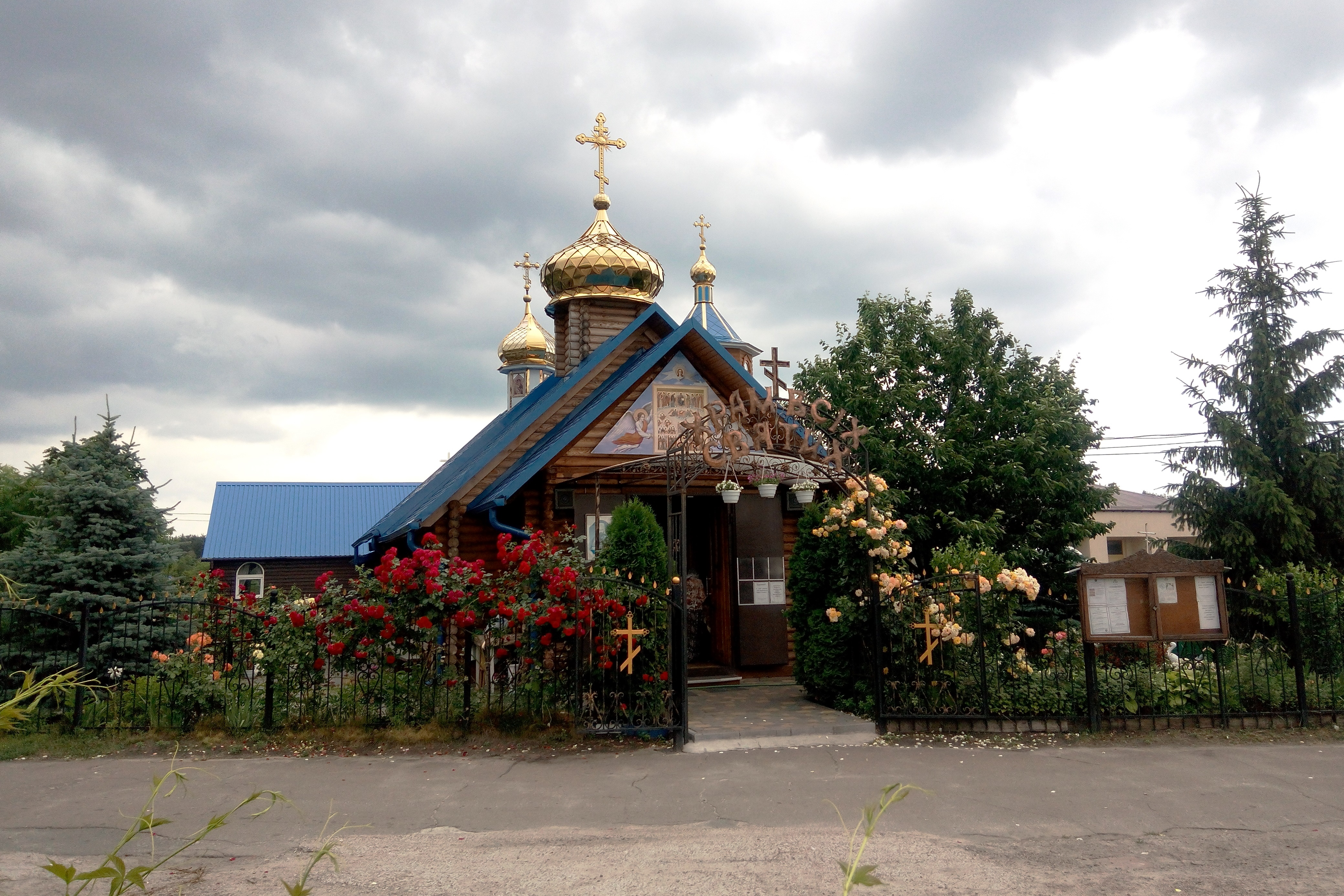
Храм Всіх святих
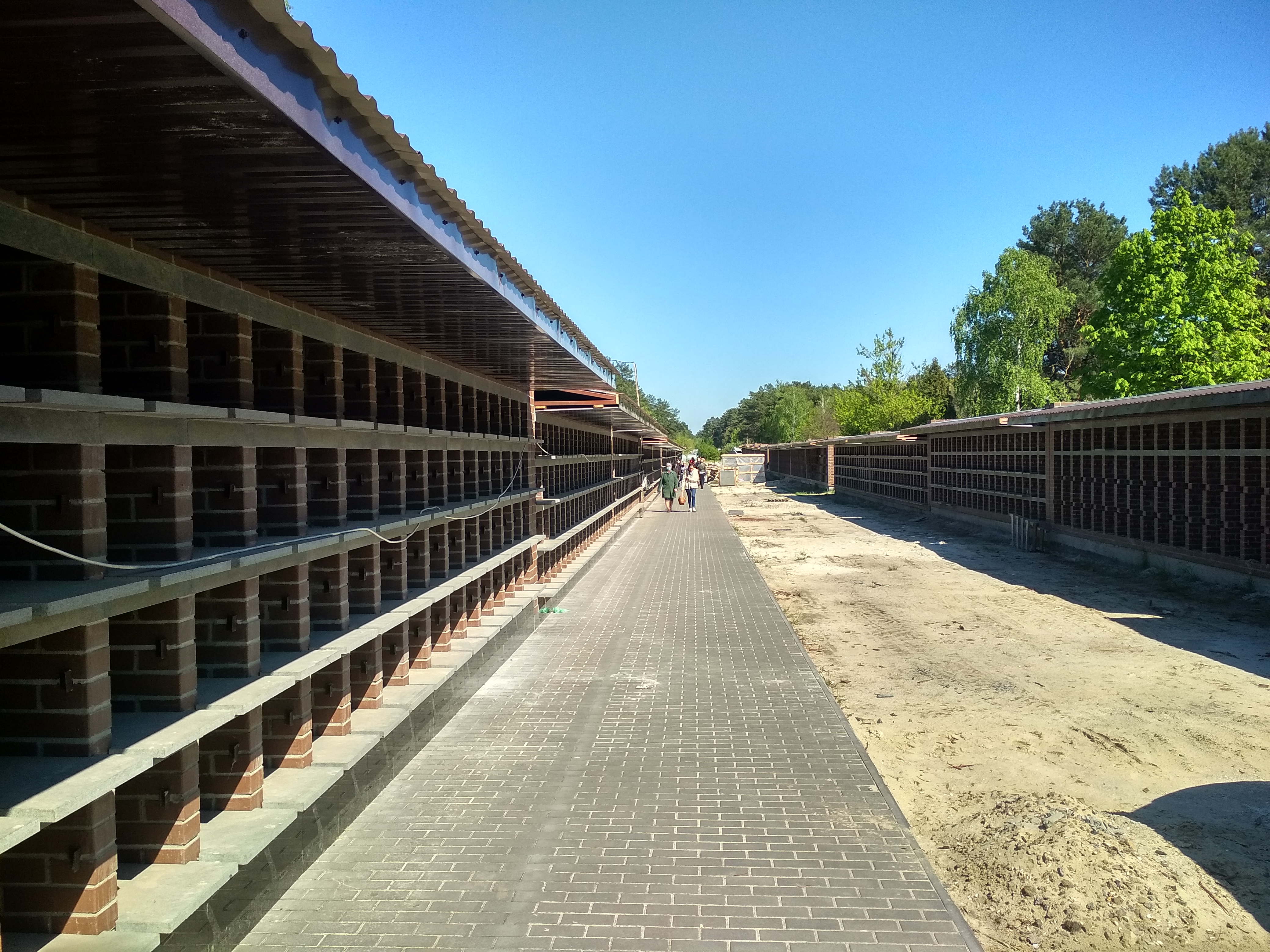
Спорудження колумбарної стіни
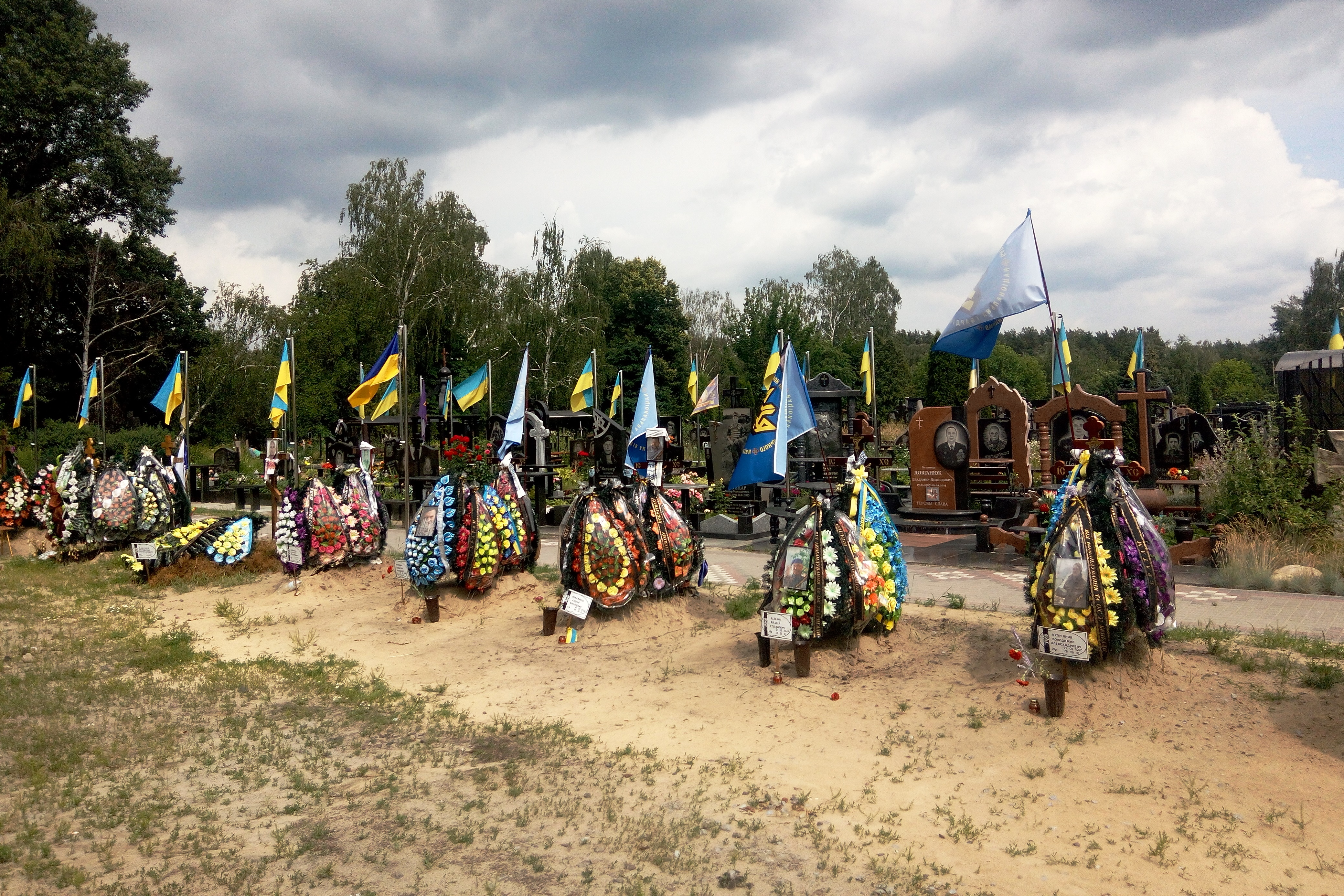
Поховання бійців АТО